# Ballada o Jacku i Rose
Ballada o Jacku i Rose (ang. The Ballad of Jack and Rose lub Rose and the Snake) – dramat amerykański z roku 2005 w reżyserii Rebeki Miller. Film nakręcono w całości na Wyspie Księcia Edwarda w Kanadzie.

## Ekipa
- reżyseria: Rebecca Miller
- scenariusz: Rebecca Miller, Michael Rohatyn
- aktorzy:
  - Camilla Belle jako Rose
  - Daniel Day-Lewis jako Jack
  - Catherine Keener jako Kathleen
  - Ryan McDonald jako Rodney
  - Paul Dano jako Thadius
  - Jason Lee jako Gray
  - Jena Malone jako Red Berry
  - Beau Bridges jako Marty Rance
  - Susanna Thompson jako Miriam Rance
  - Anna Mae Clinton jako Młoda Rose
- zdjęcia: Ellen Kuras
- muzyka: Michael Rohatyn
- scenografia: Pierre Rovira, Carol Silverman, Mark Ricker
- producent: Lemore Syvan
- montaż: Sabine Hoffmann
- kostiumy: Jennifer von Mayrhauser